# Palmer Eldritch három stigmája
A Palmer Eldritch három stigmája (angolul: The Three Stigmata of Palmer Eldritch) Philip K. Dick tudományos-fantasztikus regénye, amely először 1965-ben jelent meg. Magyarul 2003-ban jelent meg Pék Zoltán fordításában az Agave Könyvek kiadásában.
1965-ben Nebula-díjra jelölték regény kategóriában, illetve 1966-ban elnyerte a Brit Science Fiction-díjat.
Vallással kapcsolatos gondolatai miatt a megjelenése után a könyvet egyes kritikusok istenkáromlónak minősítették.

## Történet
|  | Alább a cselekmény részletei következnek! |

A regény a XXI. században játszódik. Az emberiség már kolonizálta a Naprendszer lakható bolygóit és holdjait, és a Föld és a lakott bolygók az ENSZ irányítása alatt állnak. A Föld küzd a felmelegedés következményeivel, nappal már nem lehet a szabadban tartózkodni, az ENSZ ezért behívó parancsok kiadásával kötelezi a földlakókat a Mars és a többi többé-kevésbé lakható bolygó kolonizálására.
A kolóniákon azonban még a Földinél is mostohábbak a körülmények, az emberek bunkerekben élnek, ezért az ENSZ szemet huny afelett, hogy a kolóniákon a Dra-Zs nevű drogot használják az emberek. A drogkereskedelem irányítója a P. P. Babaházak Rt., amely fedőtevékenységül miniatürizált kiegészítőket exportál a drog használatához. Ennek a vállalatnak az vezére Leo Bulero, egy szellemileg továbbfejlesztett ember, és az ő alkalmazottjai Barney Mayerson és Roni Fugate, akik korlátozott mértékben ugyan, de képesek megjósolni a jövőt. Ezen képességük használatával segítik a vállalat marketingstratégiáját, előre megmondva, hogy mely termékek lesznek sikeresek a piacon.
Emily, Barney korábbi felesége is rájuk van utalva, amikor arról döntenek, hogy Emily kerámiái vajon sikeresek lennének-e a jövőben. Barney nem támogatja, hogy a P. P. Babaházak Rt. szerződést kössön volt feleségével, így a kerámiák egy hirtelen megjelenő új, konkurens cég kezébe kerülnek.
A cég megjelenése pedig egybeesik egy új drog, az Ét-R megjelenésével is a piacon. Leo Bulero és emberei arra gyanakszanak, hogy az események hátterében Palmer Eldritch áll. Palmer Eldritch nem sokkal korábban tért vissza a Prox rendszerből, ahol tíz évet töltött. Visszatérésekor hajója szerencsétlenséget szenvedett ugyan a Plútón, de Palmer Eldritch állítólag mégis életben maradt, és most az ENSZ védelme alatt áll. Leo mégis úgy dönt, hogy megpróbál hozzá eljutni. Roni és Barney segítségével azonban Leo rájön hol és mikor tud majd mégis találkozni vele. Az egyetlen nyugtalanító körülmény, hogy Roni és Barney látomásai szerint is arról szólnak a jövőben megjelenő újságok, hogy ő, Leo Bulero megölte Palmer Eldritch-t. Leo felkészül erre az eshetőségre is, azonban nemsokára csapdába esik Palmer Eldritch rezidenciáján.
Leo Bulerot droggal elkábítják, és ettől kezdve a valóság és a drogos hallucináció örökre összekeveredik. Az új drog, az Ét-R hatása nem múlik el úgy, mint a Dra-Zs hatása, ráadásul nem egy jól megtervezett elképzelt világban találja magát az ember, hanem saját múltjában, jelenében és jövőjében, ahol azonban mindig és mindenhol Palmer Eldritch az úr. Az Ét-R világa Palmer Eldritch világa. És az új drog egyre terjed.
Barney pedig nem mer főnöke segítségére sietni, mert a jövőben saját halálát látja.
Leo Bulero azonban mégis visszatér. A valóság és Palmer Eldritch világa azonban ettől kezdve már nem választható szét. Aki már egyszer használta az Ét-R-t, sohasem tudhatja, hogy mi a valóság. Palmer Eldritch is különböző alakokban jelenik meg a saját világában. Az egyetlen dolog, amiről felismerhető, a mesterséges karja, a mesterséges fogsora, és a mesterséges szeme. Ez Palmer Eldritch három stigmája.
Leo előbb kirúgja Barney-t, aki elkeseredésében és lelkiismeret-furdalásában önként jelentkezik telepesnek a Marsra, majd pedig újra szövetséget köt vele. Az a tervük, hogy Barney vásárol az Ét-R-ből a Marson, majd miután használta azt, beperelik Palmer Eldritch-t az új szer egészségre káros hatásai miatt. A terv komoly hibája azonban, hogy a szer használata után már Barney is elveszíti a kapcsolatát a valósággal. A szer hatása alatt előbb visszautazik saját múltjába, és ott megpróbálja visszaszerezni a volt feleségét, akit ő hagyott el a karrierje érdekében, majd előreutazik a jövőjébe, ahol szintén a feleségét próbálja visszaszerezni. Ez azonban még Palmer Eldritch segítségével sem sikerül neki.
Mire rájön, hogy mi Palmer Eldritch terve, már majdnem késő. Eldritch el akarja cserélni a saját testét az övével, így Leo Bulero őt fogja megölni Eldritch testében Eldritch helyett, Eldritch pedig éli tovább az életét az ő testében.
Aztán mégis felébred a drog hatása alól. Leo Bulero még időben érkezett a megmentésére a Marsra... De vajon tényleg felébredt, vagy ez is egy újabb virtuális valóság? És ki Palmer Eldritch valójában? Egy idegen faj képviselője a Prox rendszerből? Vagy a bolygóközi űrből? Vagy Palmer Eldritch maga Isten?
|  | Itt a vége a cselekmény részletezésének! |

## Megjelenések

### Angol nyelven
1. The Three Stigmata of Palmer Eldritch, Doubleday, 1965[3]

### Magyarul
1. Palmer Eldritch három stigmája; ford. Pék Zoltán; Agave Könyvek, Bp., 2003